# Libro dei segreti risultanti dai pensieri
Il Libro dei Segreti risultanti dai pensieri (in arabo الأسرار في نتائج الأفكار‎?, Kitāb al-Asrār fī natā'ij al-afkār) è un trattato islamico di ingegneria meccanica, risalente all'XI secolo, opera dell'andaluso Ibn Khalaf al-Muradi, contenente la descrizione di 31 automi, in gran parte di sua invenzione. Sopravvissuto in un'unica copia manoscritta duecentesca, conservata alla Biblioteca Medicea Laurenziana di Firenze, il trattato è assurto a notorietà negli anni settanta, ma ha ricevuto solo nel 2008 uno studio completo, finanziato dall'emiro del Qatar, Hamad bin Khalifa Al Thani.
Lo studio ha rivelato l'esistenza di un inaspettato sistema di conoscenze ingegneristiche e tecnologiche nella scienza araba poco dopo l'anno Mille. Un passo dall'introduzione dell'autore, inoltre, indica un tale complesso di conoscenze come il frutto di un sapere depositatosi in tempi ancora più antichi.

## Contenuti

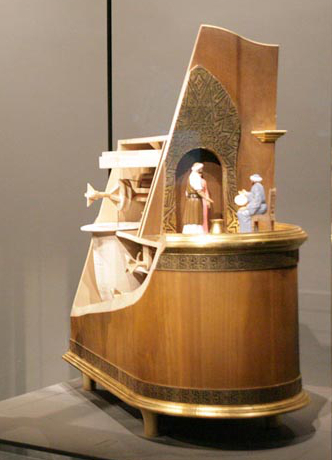
Ricostruzione dell'orologio con tre personaggi

Il testo è dedicato alla descrizione di 31 ingegnosi automi meccanici azionati ad acqua, 29 dei quali di sua invenzione, accompagnati da illustrazioni di 34 disegni tecnici: 21 di questi dispositivi sono orologi, i restanti, invece, teatri meccanici e strumenti bellici.
Gli automi descritti prevedono l'uso di meccanismi evoluti: complessi sistemi di ingranaggi, dispositivi per la conversione tra moto rotatorio e traslatorio, rotismi epicicloidali: mentre le primi due tipologie ritroveranno in seguito anche nell'opera di Al-Jazari, i cinematismi epicicloidali ricorrono invece solo in al-Muradi.

## Valore storico

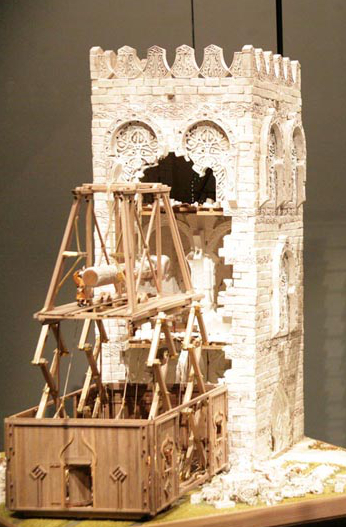
Ricostruzione del distruttore di fortezze

Il testo assume notevole valore per la storia della scienza e della tecnica, permettendo di retrodatare la fabbricazione medievale di automi intorno alla metà dell'anno Mille.
Nell'introduzione, peraltro, il suo autore afferma di essersi accinto a scrivere con il proposito di far rivivere conoscenze a rischio di oblio o di fraintendimento:
(Dall'introduzione all'edizione italiana del Libro dei segreti, traduzione di Jolanda Guardi e Hocine Benchina, Ed. Leonardo3)
Questa affermazione allude chiaramente all'esistenza di un complesso sapere tecnologico già consolidato nella Spagna musulmana della sua epoca, maturo al punto da essere a rischio di decadenza, e risalente quindi a un'epoca ancora più remota.

## Testimoni
Il testo è tramandato da una copia manoscritta redatta a Toledo nel 1266: si tratta dell'unico testimone, conservato presso la Biblioteca Medicea Laurenziana di Firenze.
Il codice era conosciuto da tempo. Nel XVIII secolo fu descritto dal bibliotecario Giuseppe Simone Assemani, come "un trattato di meccanica intitolato Il libro dei misteri, contenente 34 figure". Bisogna arrivare al 1974 per la sua riscoperta, dovuta allo storico della scienza David A. King che ne segnalò l'esistenza allo studioso Donald Hill: quest'ultimo nel 1976 ne sottolineò l'importanza in una sua opera sugli orologi ad acqua dello pseudo-Archimede. Ma alcune sue caratteristiche ne hanno a lungo ostacolato o scoraggiato lo studio approfondito: la complessità del testo, innanzitutto, e il fatto, inoltre, che la maggior parte delle sue pagine sono mutilate da un danneggiamento avvenuto in epoca remota, e che ha fatto perdere importanti porzioni di testo.

## Esegesi del manoscritto
Nel 2008, con il sostegno finanziario dell'emiro del Qatar, Hamad bin Khalifa Al Thani, il centro studi Leonardo3 ha portato a termine uno studio approfondito, che ne ha permesso la trascrizione in arabo e la sua traduzione in italiano, francese e inglese. La traduzione italiana è stata curata da Jolanda Guardi e Hocine Benchina, entrambi docenti dell'Università di Milano, premiati nel 2010 con il Custodian of The Two Holy Mosques Abdullah bin Abdulaziz International Award for Translation, dedicato a opere di traduzioni dall'arabo e in arabo.
Utilizzando le fotografie realizzate per lo studio, ne è stata inoltre realizzata una riproduzione in facsimile, espressamente destinata all'emiro del Qatar, tirata in unico esemplare custodito in cofanetto.

## Modelli fisici e virtuali
Lo studio del testo ha permesso l'interpretazione e la restituzione virtuale di tutte le macchine descritte nel documento a opera di Mario Taddei ed Edoardo Zanon sotto la supervisione di Massimiliano Lisa, e la realizzazione fisica dei modelli di due automi meccanici, il Distruttore di fortezze, figura 23 al verso del foglio 35 del manoscritto e l'Orologio con tre personaggi, figura 11 sul recto del foglio 21. Quest'ultimo automa segnala lo scoccare dell'ora con il rumore di caduta di una biglia: questa, attraverso un automatismo, viene espulsa ogni ora dalla bocca della donna, per essere curiosamente presa in consegna da un personaggio maschile che la lascia cadere sonoramente in un vasetto metallico: il numero di biglie presenti nel vaso conserva memoria delle ore trascorse.

### Mostra permanente al Museo di arte islamica di Doha
Il risultato del lavoro è ora oggetto di un'esposizione permanente al Museo di arte islamica di Doha con fruibilità interattiva del manoscritto, animazioni olografiche touch screen di modelli virtuali dei macchinari, ed esposizione dei due modelli fisicamente realizzati.

## Edizioni per il pubblico
Sono stati pubblicati per il pubblico un cofanetto col fac-simile ridotto del manoscritto, le interpretazioni e i modelli 3D di tutte le macchine e le traduzioni del testo in lingua italiana e francese (ISBB 9788860480125), inglese e araba (ISBN 9788860480132). Esiste anche un'edizione in fac-simile.